# Aplosonyx semiflavus
Aplosonyx semiflavus es un coleóptero de la familia Chrysomelidae. Fue descrita científicamente por primera vez en 1819 por Wiedemann.